# Zamarada catori
Zamarada catori là một loài bướm đêm trong họ Geometridae.